# Michael Zilkha
Michael Zilkha (* září 1954) je britský podnikatel. Je synem iráckého imigranta Selima Zilkhy, vnuk bankéře Khedouriho Zilkhy. Studoval na oxfordské Lincoln College. V roce 1978 založil společně s Francouzem Michelem Estebanem hudební vydavatelství nazvané ZE Records (vzniklo na základech společnosti SPY Records vlastněné hudebníkem Johnem Calem, s níž Esteban i Zilkha spolupracovali). Spoluvlastníkem společnosti byl do roku 1986 a od té doby se již hudbě nevěnoval. Následně byl až do roku 1998 spoluvlastníkem firmy Zilkha Energy a v letech 1998 až 2005 zastával stejnou funkci ve firmě Zilkha Renewable Energy. Právě v roce 2005 tuto společnost zakoupila firma Goldman Sachs. Později působil ve firmě Zilkha Biomass Energy. Roku 2019 založil knižní nakladatelství ZE Books. V roce 1983 se oženil se zpěvačkou Cristinou. Manželství se rozpadlo v roce 1990.